# Hányadosszabály
A matematikában a hányadosszabály egy módszer arra, hogyan lehet egy függvény deriváltját megtalálni, ahol a függvény két másik deriválható függvény hányadosa.
Ha az {\displaystyle f(x)} differenciálandó függvény felírható
{\displaystyle f(x)={\frac {g(x)}{h(x)}}}
alakban, ahol {\displaystyle h(x)\not =0},
akkor a szabály szerint a {\displaystyle g(x)/h(x)} deriváltja:
{\displaystyle f'(x)={\frac {g'(x)h(x)-g(x)h'(x)}{[h(x)]^{2}}}.}
Még pontosabban, ha egy nyílt halmazban minden x tartalmaz egy a számot, mely kielégíti a {\displaystyle h(x)\not =0} feltételt, továbbá {\displaystyle g'(a)} és {\displaystyle h'(a)} létezik, akkor {\displaystyle f'(a)} is létezik, és
{\displaystyle f'(a)={\frac {h(a)g'(a)-h'(a)g(a)}{[h(a)]^{2}}}.}
Ez kiterjeszthető a második deriváltra is (ez bizonyítható ha kétszer vesszük a {\displaystyle f(x)=g(x)(h(x))^{-1}} deriváltját).
Az eredmény:
{\displaystyle f''(x)={\frac {g''(x)[h(x)]^{2}-2g'(x)h(x)h'(x)+g(x)[2[h'(x)]-h(x)h''(x)]}{[h(x)]^{4}}}.}
A hányadosszabály levezethető a szorzatszabályból, és a láncszabályból.

## Példák
{\displaystyle (4x-2)/(x^{2}+1)} deriváltja:
{\displaystyle {\begin{aligned}{\frac {d}{dx}}\left[{\frac {(4x-2)}{x^{2}+1}}\right]&={\frac {(x^{2}+1)(4)-(4x-2)(2x)}{(x^{2}+1)^{2}}}\\&={\frac {(4x^{2}+4)-(8x^{2}-4x)}{(x^{2}+1)^{2}}}={\frac {-4x^{2}+4x+4}{(x^{2}+1)^{2}}}\end{aligned}}}.
A fenti példában:
{\displaystyle g(x)=4x-2}
{\displaystyle h(x)=x^{2}+1}
Hasonlóképpen a sin(x)/x2 deriváltja (ha x ≠ 0):
{\displaystyle {\frac {\cos(x)x^{2}-\sin(x)2x}{x^{4}}}}

## Korlátok
A hányados-szabály nem használható olyan pontokban, ahol a számláló, vagy a nevező nem differenciálható. Az lehetséges, hogy a hányados differenciálható ezekben a pontokban:
Például, tekintsük a következő függvényt:
{\displaystyle f(x)={\frac {|x|+1}{|x|+1}},}
ahol |x|, x abszolút értéke.
A függvény értéke természetesen f(x) = 1, úgyhogy mindenhol differenciálható, és f'(0) = 0.
Ha megpróbáljuk a hányados-szabályt alkalmazni a f'(0)-ra, akkor egy definiálhatatlan érték jönne ki, mivel |x| nem differenciálható x = 0-nál.

## Bizonyítás

### Algebrai bizonyítás
A tétel algebrai bizonyítása

### Láncszabály alkalmazása
Tekintsük az alábbi egyenletet:
{\displaystyle {\frac {u}{v}}\;=\;{\frac {1}{4}}\left[\left(u+{\frac {1}{v}}\right)^{2}-\;\left(u-{\frac {1}{v}}\right)^{2}\right]}
majd:
{\displaystyle {\frac {d\left({\frac {u}{v}}\right)}{dx}}\;=\;{\frac {d}{dx}}{\frac {1}{4}}\left[\left(u+{\frac {1}{v}}\right)^{2}-\;\left(u-{\frac {1}{v}}\right)^{2}\right]}
ez vezet a következő egyenlőségre:
{\displaystyle {\frac {d\left({\frac {u}{v}}\right)}{dx}}\;=\;{\frac {1}{4}}\left[2\left(u+{\frac {1}{v}}\right)\left({\frac {du}{dx}}-{\frac {dv}{v^{2}dx}}\right)-\;2\left(u-{\frac {1}{v}}\right)\left({\frac {du}{dx}}+{\frac {dv}{v^{2}dx}}\right)\right]}.
A szorzások elvégzése után:
{\displaystyle {\frac {d\left({\frac {u}{v}}\right)}{dx}}\;=\;{\frac {1}{4}}\left[{\frac {4}{v}}{\frac {du}{dx}}-{\frac {4u}{v^{2}}}{\frac {dv}{dx}}\right]}
végül közös nevezőre hozva megkapjuk az eredményt:
{\displaystyle {\frac {d\left({\frac {u}{v}}\right)}{dx}}\;=\;{\frac {\left[v{\frac {du}{dx}}-u{\frac {dv}{dx}}\right]}{v^{2}}}}

### Szorzatszabály alkalmazása
A szorzatszabály szorzatok (2 vagy több függvény szorzatánál) deriváltjának kiszámítására használható.
Legyen {\displaystyle y={\frac {u}{v}}}.
Kissé átírva:
{\displaystyle y={\frac {u}{v}}=uv^{-1}.}
A szorzatszabályt és a láncszabályt használva a differenciáláshoz:
{\displaystyle {\frac {dy}{dx}}=u'v^{-1}-v^{-2}uv'={\frac {u'}{v}}-{\frac {uv'}{v^{2}}}}
Megszorozva az első tört számlálóját és nevezőjét {\displaystyle v}-vel, kapjuk:
{\displaystyle {\frac {dy}{dx}}={\frac {vu'}{v^{2}}}-{\frac {uv'}{v^{2}}}={\frac {vu'-uv'}{v^{2}}}},
ami a hányadosszabály.